# Кица (приток Варзуги)
Ки́ца — река на Кольском полуострове Мурманской области России. Левый приток Варзуги.

## Расположение и описание
Расположена в юго-восточной части Кольского полуострова. Длина — 52 километра. Водосборная площадь — 1680 км². Средняя ширина — от 35 до 75 метров.
Исток Кицы расположен в южной части Бабозера, откуда река, делая несколько изгибов, течёт около 30 километров на запад, проходя через озеро Кицкое, а затем делает резкий поворот на юг. Высота истока — 138,7 м над уровнем моря. Впадает Кица в Варзугу на её 4-м километре.
Местность, по которой протекает Кица — лесистая, частично заболоченная и относительно низменная. Высота окрестных сопок не превышает 30—70 метров в западной части и 170—175 метров в средней и восточной частях. Крупнейшая из них — гора Рака, имеющая высоту 176,8 метра. Глубина прилегающих болот достигает 2 и более метров. Берега покрыты елово-берёзовым, берёзовым, сосново-берёзовым, сосново-еловым и еловым лесами. Высота деревьев достигает 7—17 метров. С севера, между притоками Юлица и Ромбака, к реке примыкает Юлицкий бор, представляющий собой сосновый лес с высотой деревьев до 13—18 метров.
Скорость течения реки — от 0,1 до 1 м/с. На Кице расположено большое количество порогов и водопадов, самые крупные из них (от истока) — порог Ивановский, водопад Кицкий (высота — 4 метра), пороги Ромбака, Петрокушка, Кривой, Красный, Соколий, Рахман, Бобровый, Лембетов и Дровяной и ряд порогов Заборная Кизка. Посреди реки лежит несколько небольших островов, самые крупные из них — Лембетов, Рахман и Ольховец.
Населённых пунктов на реке нет. В устье Кицы лежат развалины заброшенного ныне села Подневодье.
Часть реки — от истока до озера Кицкое включительно, вместе с береговой линией, входит в состав Варзугского государственного природного биологического (рыбохозяйственного) заказника регионального значения, образованного 10 ноября 1982 года. Лов рыбы на данном участке разрешён только для жителей сел Варзуга и Кузомень и для колхоза «Всходы коммунизма».

### Речная система Кицы
От истока
← Левый приток → Правый приток (с отступом даны притоки притоков)
→ Юлица
→ Талички
← Восточная Юлица
→ Болотный
→ Григорьевский
→ Ромбака
← Левая Ромбака
→ Правая Ромбака
→ Кицкий
← Соколий

## История и этимология
В районе Кицы были обнаружены места стоянок древних людей. В 1922 году у берегов реки было найдено большое количество каменных орудий, выполненных преимущественно из отполированного чёрного сланца.
Название реки происходит предположительно от саамского «киесьсье» — тяну, тянуть. Такое именование, вероятно, связано с тем, что для того, чтобы подняться по быстрой, порожистой реке, было необходимо тянуть лодки за собой.

## Ихтиофауна
Из рыбы в реке в относительно большом количестве водятся сёмга и горбуша. Количество популяции сёмги в Кице в период с 1975 по 1990 годы варьировалось от 2,2 до 13,7 тысяч экземпляров. Всего здесь было отмечено шесть крупных стад этого вида. Количество горбуши, по проводимым тут наблюдениям, в период с 1987 по 1997 год, колебалось от 8 до 11 тысяч экземпляров. Причём исследования, проведённые в 1999 году, показали некоторый рост численности сёмги и горбуши в Кице.